# 6505 Муссійо
6505 Муссійо (6505 Muzzio) — астероїд головного поясу, відкритий 3 січня 1976 року.
Тіссеранів параметр щодо Юпітера — 3,094.